# Attentat du 12 octobre 2009 à Milan
L'attentat du 12 octobre 2009 à Milan est une attaque terroriste islamiste qui a échoué. Mohamed Game, un Libyen de 35 ans, a tenté de pénétrer dans une caserne de carabiniers à Milan, lançant un engin explosif improvisé vers le bâtiment. L'explosion a gravement blessé Game, qui a perdu une main et la vue des deux yeux, mais n'a pas fait de victimes parmi les militaires italiens.

## Contexte
Depuis les attentats du 11 septembre 2001, l'Italie a été confrontée à plusieurs enquêtes en lien avec du terrorisme djihadiste. Plus de 200 personnes ont été arrêtées, dont deux tiers ont été condamnées à de lourdes peines. À Milan, l'un des responsables des attentats de 2004 à Madrid a été interpellé et jugé. D'autres attentats ont échoué comme celui d'un Marocain à Brescia en 2004. Cependant, pour les djihadistes, l'Italie a principalement servi de terrain de recrutement. L'introduction de nouvelles lois sur le recrutement et la propagande djihadiste a permis de nombreuses arrestations.

## Déroulement des faits
Le 12 octobre 2009, vers 7 h 45, un citoyen libyen nommé Mohamed Game a tenté d'entrer dans la caserne Santa Barbara située rue Perrucchetti, en attendant près de l'installation jusqu'à l'arrivée d'un véhicule autorisé qui lui a permis de le suivre à travers le portail automatique. Une fois le portail ouvert, il a essayé d'atteindre la zone centrale de la caserne, mais a été immédiatement confronté à un soldat armé, le caporal Guido La Veneziana, dont l'unité est actuellement déployée à Herat, en Afghanistan. Avant que le soldat ne puisse l'arrêter physiquement, Game aurait fait exploser un engin explosif improvisé similaire à celui utilisé par les terroristes lors des attentats du métro de Londres du 7 juillet 2005. Cependant, l'engin n'était pas correctement préparé, et l'explosion n'a pas causé les dommages escomptés. Selon les déclarations du soldat, le Libyen a crié quelques mots en arabe juste avant l'explosion,.
Les autorités pensent que l'attaque était une tentative de bombardement-suicide, bien que Game ait survécu à l'explosion en raison de la mauvaise construction de l'IED. Néanmoins, la bombe était suffisamment puissante pour le blesser gravement.
Le 19 octobre 2009, Game était toujours hospitalisé dans le coma, ayant perdu une main et la vue des deux yeux. L'explosion de l'IED a également légèrement blessé le soldat italien qui a réussi à empêcher Game d'accéder aux sections habitées de la caserne.

## Enquête
Le ministre italien de l'Intérieur, Roberto Maroni, a immédiatement déclaré après l'attaque que l'incident était causé par « un kamikaze ». Étant donné que Mohamed Game a été plongé dans le coma avant que la police puisse l'interroger, il n'a pas été possible de déterminer s'il avait l'intention d'agir en tant que kamikaze. Il est par exemple possible que l'intention de Game ait été de placer son IED à l'intérieur de la caserne pour qu'il soit déclenché à distance.
Bien que pendant les deux premiers jours de l'enquête, les autorités aient émis des déclarations régulières, elles sont restées silencieuses depuis le 14 octobre 2009. Cependant, les informations disponibles provenant de sources ouvertes et les premières déclarations de la police ont permis aux analystes de reconstituer les découvertes et d'émettre des hypothèses prudentes sur les développements futurs.
Premièrement, contrairement aux premières déclarations officielles, Mohamed Game n'est plus considéré comme un « loup solitaire ». Au contraire, Game et ses complices, Mohamed Imbaeya Israfel et l'égyptien Abdel Hady Abdelaziz Mahmoud Kol, auraient apparemment constitué un groupe opérationnel utilisant l'appartement d'Israfel à Milan comme base et laboratoire pour dissimuler des documents et le matériel nécessaire à la préparation des engins explosifs.
Deuxièmement, la perquisition de l'appartement d'Israfel a permis de découvrir des documents concernant d'autres suspects, ce qui pourrait permettre de perturber un réseau plus large, un chronomètre et des téléphones cellulaires qui pourraient être utilisés pour déclencher une explosion, ainsi qu'environ 40 kilogrammes de nitrate d'ammonium et d'autres agents chimiques comme de l'acétone et de l'ammoniac, largement utilisés pour fabriquer des bombes improvisées. Selon de nombreux rapports, les enquêteurs ont également trouvé des preuves d'un achat récent de 120 kilogrammes de nitrate d'ammonium. Cela signifie que la police a saisi seulement 40 des 120 kilogrammes, laissant place à des conjectures sur le sort réel des 80 kilogrammes restants. Les autorités sont restées discrètes sur la possibilité que le reste du nitrate ait été sécurisé avec succès par Kol et Israfel avant que la police ne prenne d'assaut leur base logistique. Un témoin présumé, une femme vivant près de l'appartement, a déclaré à la police que les deux complices avaient précipitamment mis de grands sacs dans leur voiture juste après l'explosion à la caserne et qu'elle croyait que les sacs contenaient le nitrate restant.
Troisièmement, le 13 octobre 2009, le ministre italien de l'Intérieur Roberto Maroni a déclaré à la presse, après une réunion avec le Comité national de l'ordre et de la sécurité, que les attaquants avaient identifié sept cibles militaires, y compris des casernes et d'autres installations appartenant aux Carabiniers, à la police et à l'armée.
Ces découvertes montrent que ce qui semblait initialement être l'œuvre d'un loup solitaire ou d'une cellule totalement indépendante pourrait en fait être l'acte d'une petite unité liée à un réseau plus large, possiblement avec des connexions en Égypte.

## Suites judiciaires
En novembre 2011, la cour d'appel a confirmé la sentence de 14 ans de prison pour Mohamed Game.
Mahmoud Kol a été condamné à 4 ans de prison. Les deux peines, infligées en première instance le 9 juillet 2010 par le juge Stefania Donadeo, avaient été prononcées dans le cadre d'une procédure accélérée, avec une réduction d'un tiers de la peine, et ont été confirmées mardi par les juges de la deuxième cour d'assises d'appel.
Le 21 septembre 2011, les juges de deuxième instance ont réduit la peine de Mohamed Imbaeya Israfel de 3 ans et demi à 3 ans de prison. C'était le seul des accusés impliqués qui n'avait pas demandé un jugement alternatif après le décret de jugement immédiat.